# Antonio Perrenot de Granvela

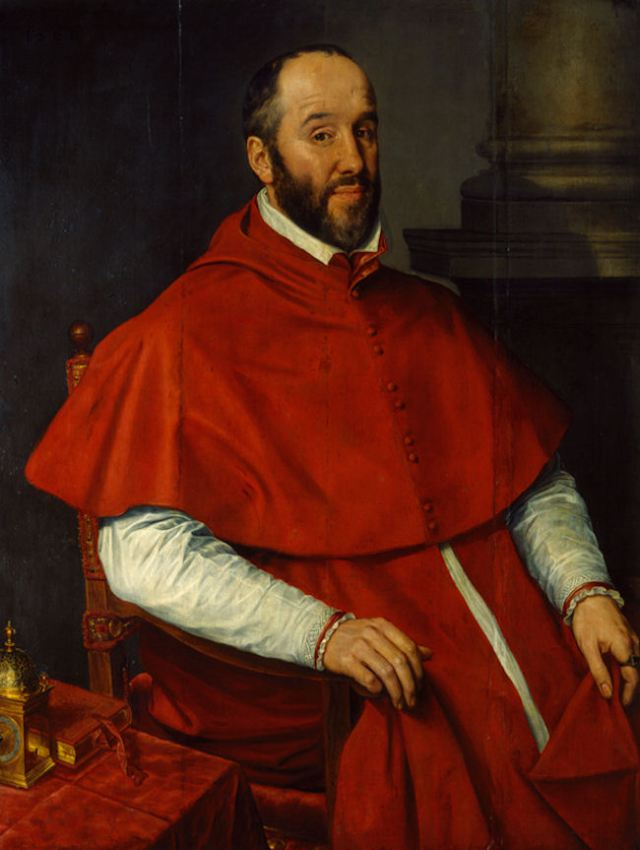
Antonio Perrenot de Granvela por Willem Key.

Antoine Perrenot de Granvela (Besanzón; 20 de agosto de 1517 - Madrid; 21 de septiembre de 1586) fue un cardenal de la Iglesia católica y estadista procedente del Franco Condado que estuvo al servicio de los Austrias españoles. Hijo del borgoñón Nicolás Perrenot de Granvela, secretario de Carlos I, al que sucedió como consejero imperial en 1550, fue además obispo de Arrás y arzobispo de Malinas y Besançon.

## Biografía
Recomendado por Carlos I a su sucesor, tuvo especial celo en el cumplimiento de las prerrogativas del poder real hispano en Europa. Concertó la boda entre Felipe II y María I Tudor para aliar a España e Inglaterra bajo los planes reales de aislar a Francia. En 1556 fue nombrado por Felipe II presidente del Consejo de Estado en Flandes bajo las órdenes de la regente Margarita de Parma, media hermana de Felipe II, hija ilegítima de Carlos I. En 1561 fue nombrado cardenal. Se creó poderosas enemistades en Flandes por su política de autoritarismo regalista, al reforzar a los tercios y potenciar con gran intensidad social el catolicismo flamenco, por lo que en 1564 fue destituido, al considerarse contraproducente su labor. Más tarde fue virrey en Nápoles y consejero en asuntos italianos.
En 1579 fue designado como presidente del Consejo de Italia. Entonces alcanzó su cenit de poder, coincidiendo con la agregación de la corona de Portugal a la Monarquía Hispánica, pero en los años ochenta fue perdiendo poder hasta su muerte en Madrid con su influencia disminuida, frente al ascenso del secretario Mateo Vázquez.

## La correspondencia del cardenal Granvela en la Real Biblioteca
Como gran hombre de Estado que fue, a lo largo de su vida produjo miles de misivas que forman un rico corpus de correspondencia, conservado por muy diversos centros de investigación europeos, tanto archivos como bibliotecas. En España, donde más se halla correspondencia suya y minutas de él -borradores- es en la Biblioteca Nacional, el Archivo General de Simancas y la Real Biblioteca. El fondo epistolográfico de la Real Biblioteca está formado por casi un centenar de manuscritos con cartas dirigidas a Antoine Perrenot o con minutas del borgoñón, y suponen un conjunto documental de máxima relevancia para el conocimiento de la Monarquía de los Austrias en el siglo XVI. Los aspectos sobre los que aporta luz son múltiples, desde los mecanismos de gobierno a cuestiones de geopolítica militar, desde entresijos de la vida en corte a circunstancias de la vida artística en Europa. En este último punto, es sabido que fue un mecenas con profusión de relaciones personales entre grandes pintores, escultores, científicos, etc. Se conocen de antiguo las cartas presentes de Tiziano o de Gerard Mercator, que no son cartas meramente de cortesía, sino de contenido, por ejemplo, sobre la declinación magnética en el caso de Mercator. No solamente hay numerosas cartas de humanistas y otros hombres de letras continentales, sino asimismo españoles. En Avisos. Boletín de noticias de la Real Biblioteca, se han ido editando dichas cartas tras un breve comentario de presentación del documento. Hay un índice de misivas y de minutas del prelado.
Procede esta colección de la biblioteca de Diego Sarmiento de Acuña, I Conde de Gondomar y embajador de Felipe III ante Jacobo I de Inglaterra. No está claro si el fondo granveliano fue adquirido por don Diego -no se hallan estas cartas en el índice de 1623, poco antes de morir Gondomar- o ya por su hijo don Antonio, legado real de Felipe IV precisamente en Besançon cuando se deshicieron las colecciones familiares de los Granvelle, hacia fines de los años treinta del XVII. Lo que se sabe con certeza es que don Antonio amplió la biblioteca paterna al existir en ella impresos con pie de imprenta posteriores a la muerte de don Diego (1626). El caso es que sí aparecen asentados en los índices ya dieciochescos, conservados en la Real Biblioteca. La colección Gondomar-Granvelle ingresó en 1806 tras ser comprada muy anteriormente por Carlos IV, aunque no fue pagada hasta la época de Fernando VII, con cargo a su bolsillo secreto.
Conocida la colección epistolográfica por los investigadores, ha sido trabajada desde hace décadas, y sigue siéndolo, al ser un amplio corpus de unas 14 000 cartas que ofrecen multitud de aspectos inéditos y de interés para los historiadores modernos de la política de Estado, del arte, del libro, etc. Aunque hay algunos manuscritos dispersos en la colección general de manuscritos, se compone el fondo granveliano de una serie que va de los manuscritos II/2248 a II/2325. Son volúmenes facticios encuadernados en la actual pasta valenciana a principios del siglo XIX, tras ingresar en 1806, eliminándose, como era habitual entonces, los pergaminos de las cubiertas. Se organizan por lenguas, agrupándose los de determinada lengua, y los hay en latín, español, francés, italiano y alemán. Una guía por lenguas es la de van Durme (1956), que recoge asimismo las cartas de la Biblioteca Nacional.